# Dolomiten-Höhenweg 3
Der Dolomiten-Höhenweg 3, auf Italienisch Alta Via delle Dolomiti n. 3 genannt, ist ein Weitwanderweg in den Alpen. Als „Weg der Gämsen“ führt er in 7 bis 10 Tagesetappen auf einer Strecke von 120 km von Toblach (Dobbiaco) im Pustertal nach Longarone im Tal des Piave.

## Charakteristik und Anforderungen

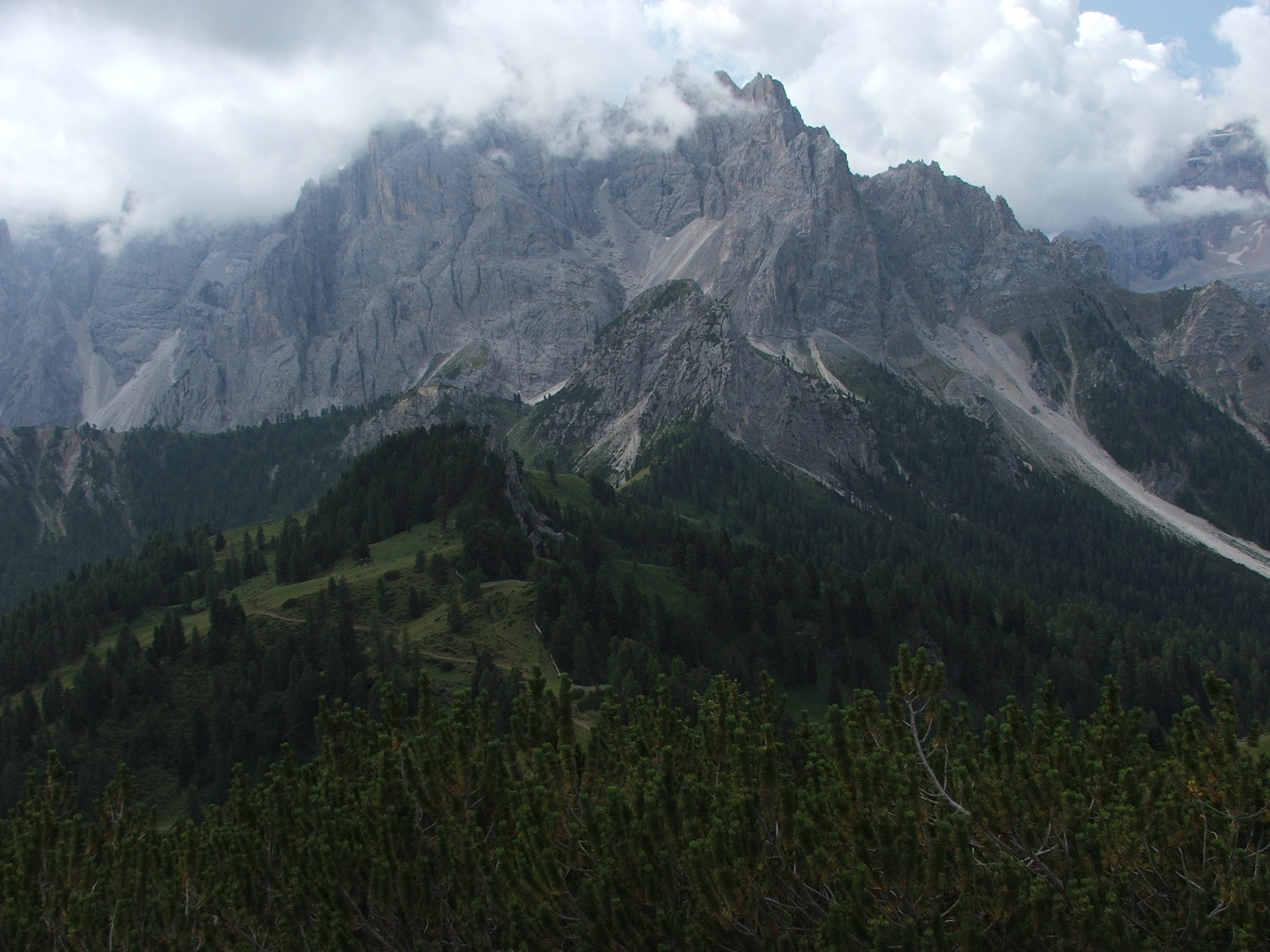
Massiv des Dürrensteins, an dessen Flanke der Dolomiten-Höhenweg 3 entlangführt (im Bild Mitte bis rechts)

Der Dolomiten-Höhenweg 3 verläuft neben dem Hauptkamm der östlichen Dolomiten, überschreitet also deren Nebenkämme in Richtung Süden. Anders als bei typischen Höhenwegen sind daher innerhalb der einzelnen Etappen häufig große Höhenunterschiede zu bewältigen.
Als der Weg geplant wurde, mussten zunächst zahlreiche Abschnitte neu angelegt und alte Steige aus dem Ersten Weltkrieg restauriert werden. Das Ergebnis sind zumeist einsame und oft ausgesetzte Pfade, die durch lotrechte Wände klettern, sich über steil abfallende Geröllhalden hangeln, mehrfach durch Tunnel führen und von denen aus der Blick weit über die Berge schweift. Einige der neuen Steiganlagen wie jener an den Bergflanken des Dürrensteins oder der durch die Bosconerogruppe und auch mancher alte Pfad liegen auf derart absturzgefährdeten Hängen, dass sie immer wieder durch Lawinen beschädigt werden und dann einige Meter der Trasse fehlen.
Die zahlreichen gesicherten Steiganlagen, Etappen über steile Geröllhalden, kurze freie Kletterpassagen (Schwierigkeitsgrad I und II) sowie zwei Klettersteige stellen hohe Anforderungen an Ausdauer, Trittsicherheit und Kraft. Da der Weg streckenweise nur spärlich markiert ist, sollten Wanderer sicher mit der Karte umgehen und sich gut orientieren können.
Den Dolomiten-Höhenweg 3 kennzeichnet außerdem der ständige Kontrast zwischen einsamsten Steigen durch abgeschiedene Bergwelten einerseits und touristischer Betriebsamkeit an vielen Zielpunkten und Zwischenstationen der Etappen andererseits. So kann es auch in der Saison vorkommen, dass man während des Aufstiegs von Toblach um den Dürrenstein herum kaum einem anderen Wanderer begegnet, den Klettersteig zum Monte Piano allein klettert und ab dem Rifugio Bosconero bis nach Longarone niemandem begegnet. Auf dem Monte Piano und dem Monte Rite dagegen schütten Shuttlebusse Touristengruppen aus, auch die Plätzwiese ist einfach zu erwandern und daher sehr beliebt, San Vito di Cadore und die Gegend um Misurina unterhalb des Monte Piano bekannte Sommerfrischen und Sportzentren, das Rifugio Venezia mit Bergsteigern gefüllt, die eine Tour auf den Monte Pelmo planen.

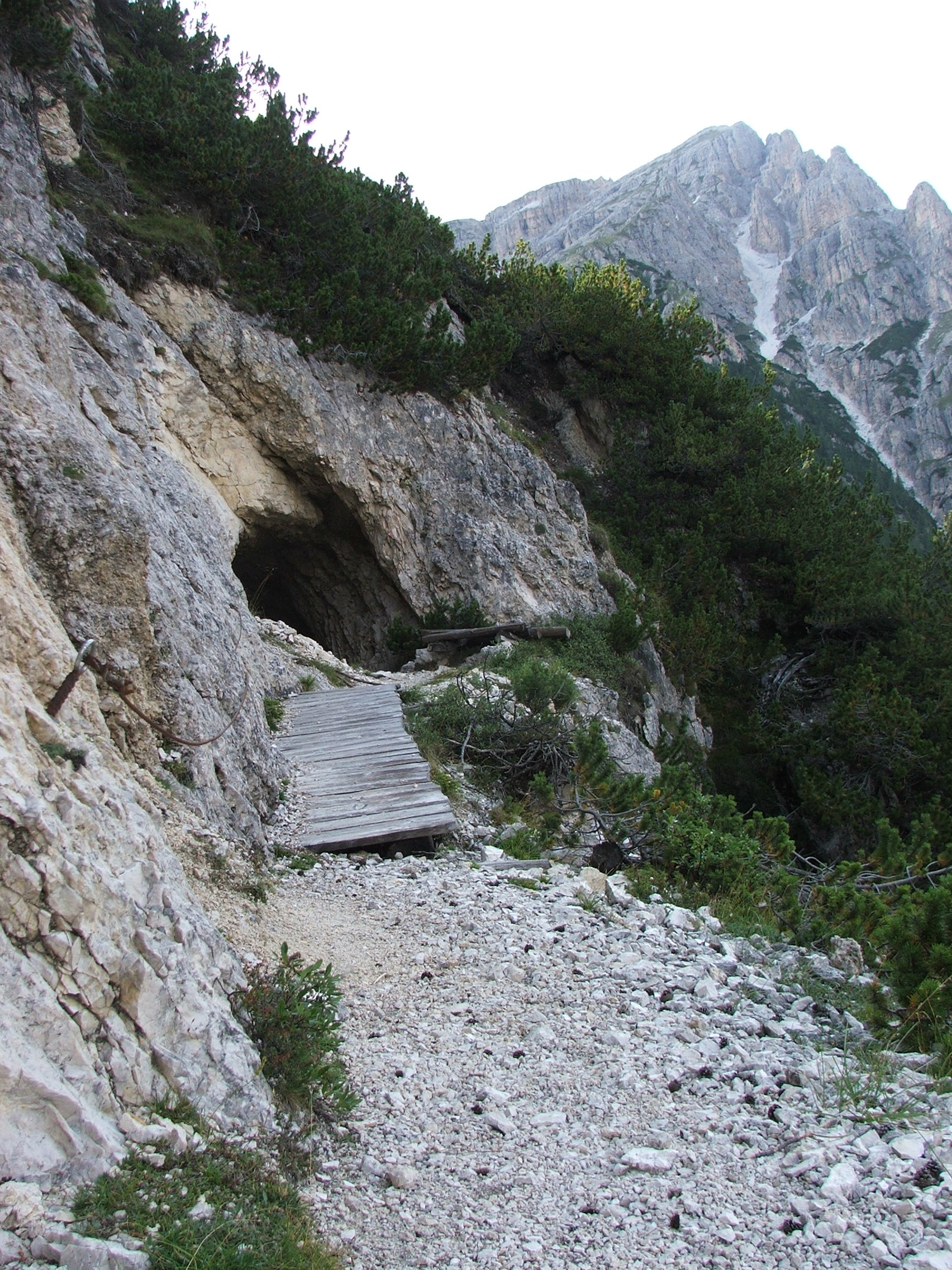
Reste aus dem Ersten Weltkrieg: ein Tunnel auf dem Weg von der Strudelkopfscharte hinunter ins Höhlensteintal

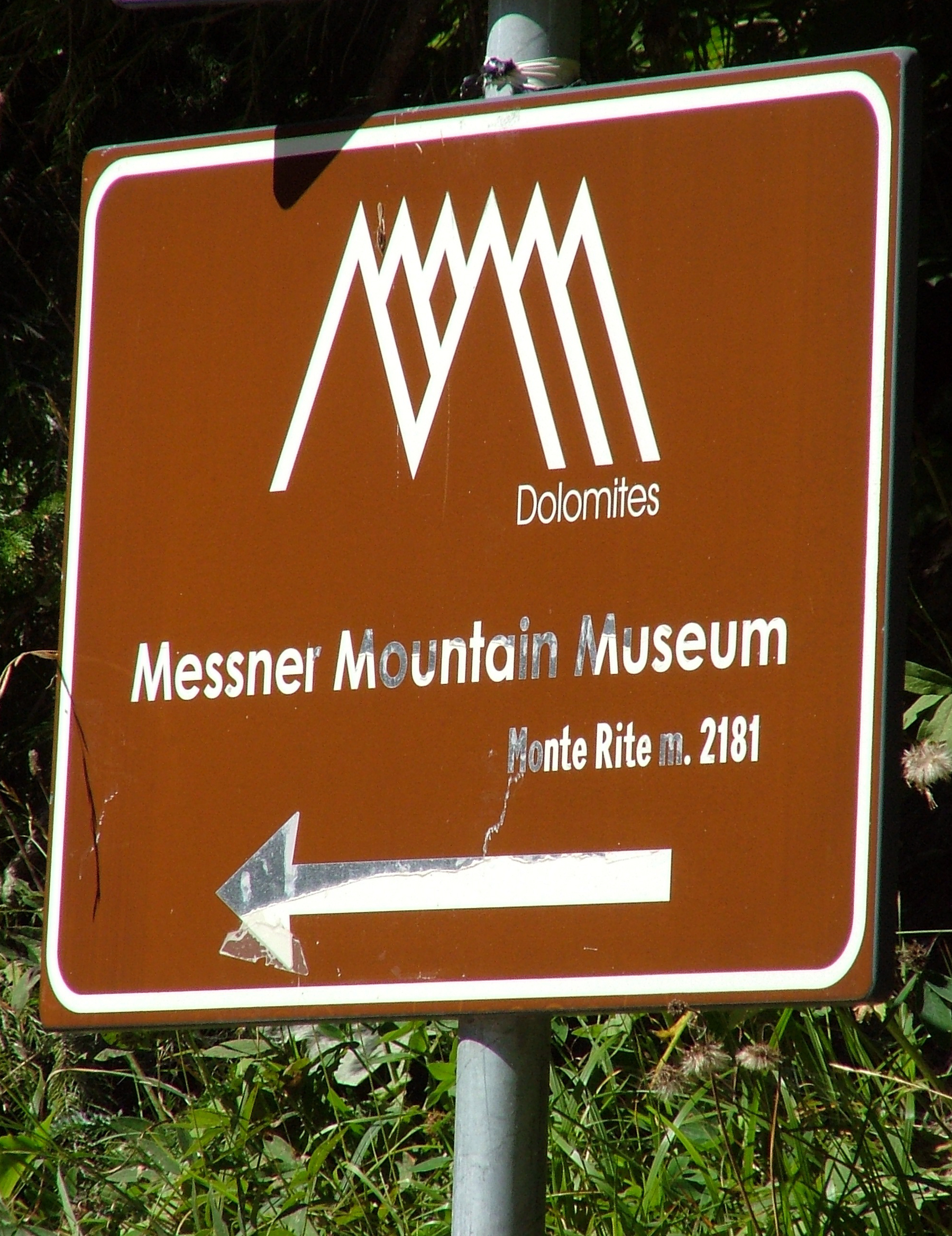
Wegweiser zum Messner Mountain Museum

Allenthalben sind am Dolomiten-Höhenweg 3 Überreste aus dem Ersten Weltkrieg zu finden: Tunnel, Ruinen von Befestigungsanlagen, verfallene Unterstände, Stellungen, Laufgräben, die Steige und Naturstraßen selbst. Nicht zuletzt scheint die Sprachgrenze heute dort zu verlaufen, wo im Ersten Weltkrieg auf der einen Seite italienische, auf der anderen Soldaten Österreich-Ungarns in Stellung lagen: über den Monte Piano. Auf seinem Plateau wurde aus den Resten der sogenannten Alpenfront ein Freilichtmuseum angelegt, nähere Informationen zur Geschichte der Dolomiten in jener Zeit sind jedoch eher im Naturparkhaus Toblach zu erfahren. Die Festungsanlagen auf dem Monte Rite samt der zum Pass führenden Straße und dem Tunnel wurden ebenfalls vom Militär angelegt, jedoch stellt das Messner Mountain Museum Dolomites in dem alten Fort Gemälde, Skulpturen und Installationen über die Dolomiten sowie Erinnerungsstücke an die Erschließung des Gebirges aus.
Der Startort Toblach des Dolomiten-Höhenwegs 3 ist sehr touristisch geprägt, vor allem die Hotelsiedlung Neu-Toblach. Der Zielort Longarone wurde in den späten 1960ern und den 1970ern neu errichtet, nachdem das Städtchen 1963 von einer Flutwelle der Vajont-Staumauer fast komplett zerstört worden war. Dieses Unglück prägt die Architektur und Atmosphäre der Stadt bis heute.

## Übernachtung
Stützpunkte am Weg sind:
- Berggasthof Plätzwiese
- Dürrensteinhütte (Rifugio Vallandro)
- Hotel Drei Zinnen
- Rifugio Angelo Bosi
- Ristorante Son Zuogo am Passo Tre Croci
- Rifugio Vandelli
- Bivacco Slataper
- Rifugio San Marco
- Rifugio Scotter Palatini
- Unterkünfte in San Vito di Cadore
- Rifugio Venezia
- Rifugio Gianpietro Talamini
- Rifugio Dolomites
- Rifugio Remauro
- Rifugio Casera di Bosconero
- Bivacco Osvaldo Tovanella

## Etappen
| Etappe | Start                | Ziel              | Gehzeit         | Höhenmeter im Aufstieg | Höhenmeter im Abstieg | Charakteristik |
| ------ | -------------------- | ----------------- | --------------- | ---------------------- | --------------------- | --- |
| 1. Tag | Toblach / Niederdorf | Plätzwiese        | 5.30 h – 6.30 h | 1370 m / 1460 m        | 620 m                 | Langer, aber zunächst unschwieriger Anstieg durch den Wald, später über Wiesen bis Flodigsattel; dann Querung der steilen Geröllhänge an den Flanken des Dürrensteinmassivs auf sehr ausgesetztem Steig bis zur Passlandschaft der Plätzwiese. Der Steig ist stellenweise weggebrochen (Lawinenschäden), teils mit Leitern gesichert – Schwindelfreiheit und Trittsicherheit unbedingt erforderlich. Großartige Ausblicke auf Hohe Gaisl, Monte Cristallo u. a. Bei guter Kondition anschließend Abstieg ins Höhlensteintal möglich. |
| 2. Tag | Plätzwiese           | Rifugio Bosi      | 5.30 h – 6.30 h | 1210 m                 | 1000 m                | Nach dem Strudelkopfsattel unschwieriger Abstieg durch das bedrückend enge Helltal ins Höhlensteintal (Ausblick auf die Drei Zinnen); dann auf steiler Steiganlage in der senkrechten Wand hinauf zum Plateau des Monte Piano, wahlweise über den Hauptmann-Bilgeri-Gedächtnissteig (gesicherter Klettersteig, mit großem Rucksack stellenweise knifflig und kräftezehrend; Schwierigkeitsgrad als leicht bis mittel eingestuft) oder den Pionierweg; über das von Touristen stark frequentierte Gipfelplateau mit Freilichtmuseum der Überresten der Alpenfront zum Rifugio Bosi. Hoher Schwierigkeitsgrad. Wer die Etappe im Höhlensteintal begonnen hat und/oder den Bustransfer vom Monte Piano ins Tal nutzt, kann es bei guter Kondition bis zum Rifugio Vandelli schaffen. |
| 3. Tag | Rifugio Bosi         | Rifugio Vandelli  | 6.00 h – 6.30 h | 890 m                  | 1170 m                | Unschwieriger Abstieg durch den Wald ins Val Popena, im Angesicht des Piz Popena wieder hinauf zur Forcella de Popena und Querung der Geröllhänge des Pale di Misurina. Hinunter zur weiten Passlandschaft des Passo Tre Croci und auf vielbegangenem, recht einfachen, aber dennoch an einigen Stellen mit Drahtseilen und Leitern gesicherten Weg ohne große Höhenunterschiede zur Hütte, weitgehend durch den Wald. |
| 4. Tag | Rifugio Vandelli     | Rifugio San Marco | 6.30 h – 7.00 h | 910 m                  | 1020 m                | Sehr anspruchsvolle Durchquerung der Sorapissgruppe mit Blick in das Boitetal über 1000 m unter dem Steig. Nach dem Aufstieg über steile Geröllrinnen in die mächtige Stille des Tonde de Sorapiss Einstieg in den Klettersteig, ungesicherte Kletterpassagen (Schwierigkeitsgrad I), nicht ganz einfach zu finden. Dann lange Querung auf sehr ausgesetzter, aber guter Steiganlage auf einem Band in der West- und Südwestwand der Fopa di Mattia. Anschließend über die Leitern und Drahtseile des Klettersteigs „Francesco Berti“ (Schwierigkeitsgrad als mittel bis schwierig eingestuft) durch senkrechte Wände zur Forcella del Bivacco. Übernachtung im Bivacco Slataper möglich, aber kein Wasser in der Nähe. Mäßig schwieriger Abstieg durch ein Hochkar zur Forcella Grande, dann steil hinab zur Hütte. Von dort weiter Ausblick auf Monte Antelao u. a. Wer möchte, kann hier einen Tag Gipfeltour auf den Monte Antelao einschieben. |
| 5. Tag | Rifugio San Marco    | Rifugio Venezia   | 4.30 h – 5.30 h | 940 m                  | 810 m                 | Auf gutem Pfad steil hinab durch den Wald und weiter im Tal nach San Vito di Cadore (Einkaufsmöglichkeit). Von da auf Forststraßen und Karrenwegen durch einförmigen Wald hinauf zur Hütte. Einfach. |
| 6. Tag | Rifugio Venezia      | Rifugio Dolomites | 5.30 h – 6.00 h | 640 m                  | 400 m                 | Leichte Mittelgebirgsetappe um den Monte Pena herum, vorbei am Neubau des Rifugio Talamini, auf schönem Waldpfad zur Forcella di Val Inferna und Forcella Dèona, schließlich auf der Naturstraße zum Gipfel des Monte Rite (Messner Mountain Museum "Dolomites", sehr stark frequentierte Aussichtsplattform, Bustransfer hinunter zum Pass). Wer noch weiter möchte, kann noch zum Passo Cibiana absteigen und dort bleiben. |
| 7. Tag | Rifugio Dolomites    | Rifugio Bosconero | 4.00 h          | 460 m                  | 1190 m                | Zunächst anspruchsloser, aber ermüdender Abstieg auf der Naturstraße hinunter zum Passo Cibiana, beständig Ausblick auf die Bosconerogruppe (auch mit dem Shuttlebus) und das Val di Zoldo. Größtenteils durch Wald hinauf zur Forcella de le Ciavazoles (schöner Ausblick), beschwerlicher Abstieg durch eine sehr steile, wenig markierte Geröllrinne zum entlegenen, wenig frequentierten, aber schön angelegten Rifugio Bosconero. Trotz der Kürze der Etappe ist es nicht ratsam, den nächsten, sehr anspruchsvollen und anstrengenden Abschnitt gleich anzuschließen. |
| 8. Tag | Rifugio Bosconero    | Bivacco Tovanella | 5.30 h – 8.00 h | 950 m                  | 740 m                 | Anspruchsvolle und anstrengende Durchquerung der Bosconerogruppe. Zunächst schlecht markierter, sehr steiler und unsicherer Aufstieg durch eine Geröllschlucht zur Forcella de la Toanella, dann lange Querung der Geröllhänge auf sehr schmalem, abbruchgefährdetem Steig mit drahtseilversicherten Stellen hinüber zur Porta de la Sera (Kletterstellen mit Schwierigkeitsgrad I). Ab da sehr spärlich markierte, aber weit weniger schwierige Steigspuren zum Biwak, das zwar schön gelegen, aber dunkel und dreckig ist. |
| 9. Tag | Bivacco Tovanella    | Longarone         | 2.30 h – 3.00 h | 180 m                  | 1380 m                | Anspruchsloser, aber schöner und sanfter Abstieg ins Piavetal. Erst über Wiesenhänge mit schönem Ausblick auf Pramper- und Talvenagruppe, Civetta und Schiara, dann durch schönen Laubwald. Wenig markiert und begangen. |

## Bilder

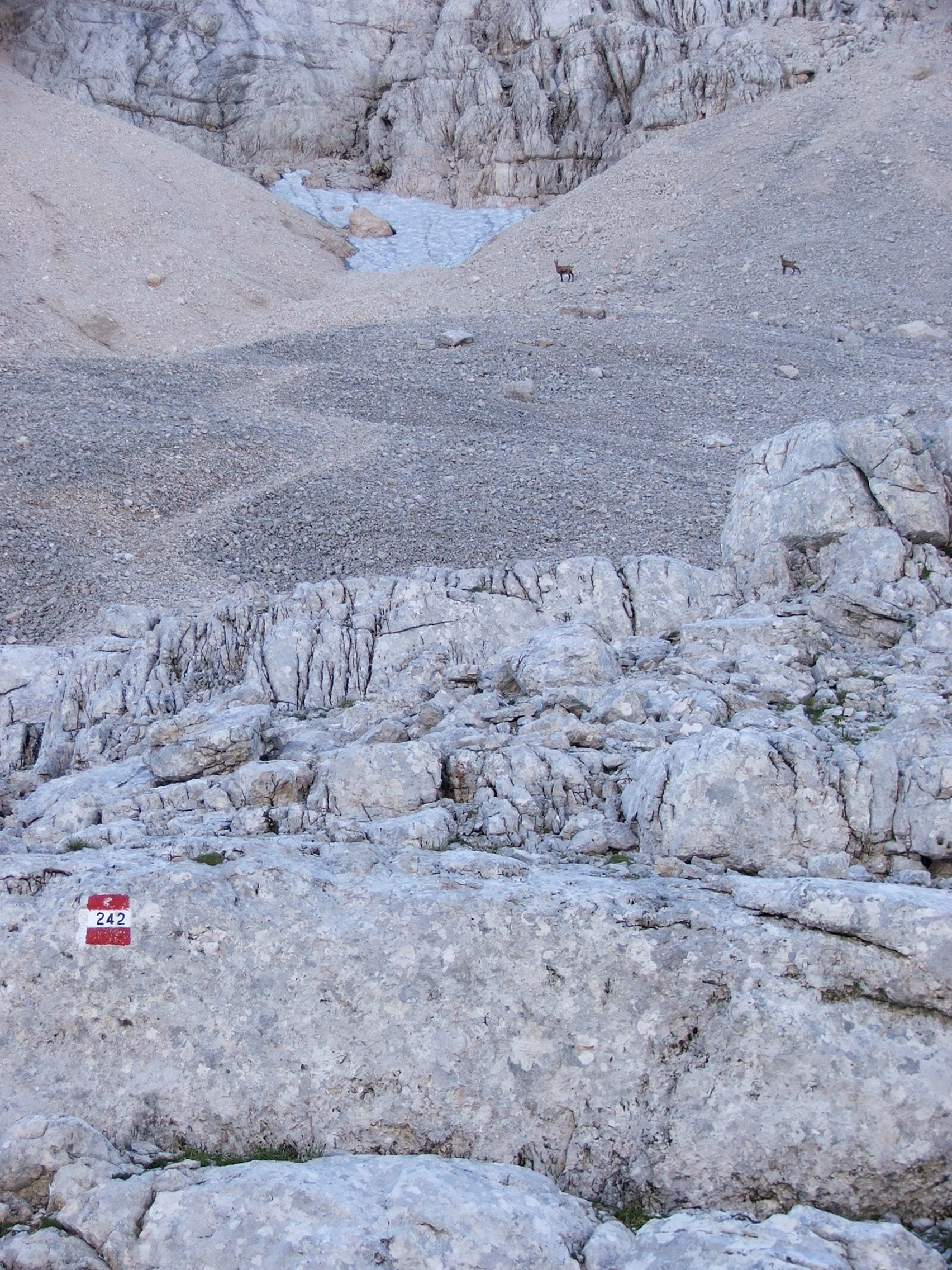
Einstieg in den Klettersteig „Francesco Berti“, der hoch über San Vito di Cadore an der Sorapissgruppe entlangführt
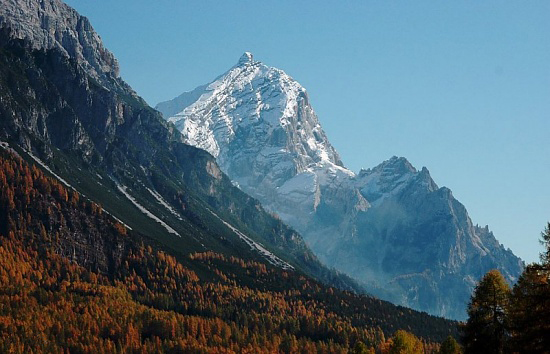
Der Monte Antelao, der sich hinter dem Rifugio San Marco erhebt
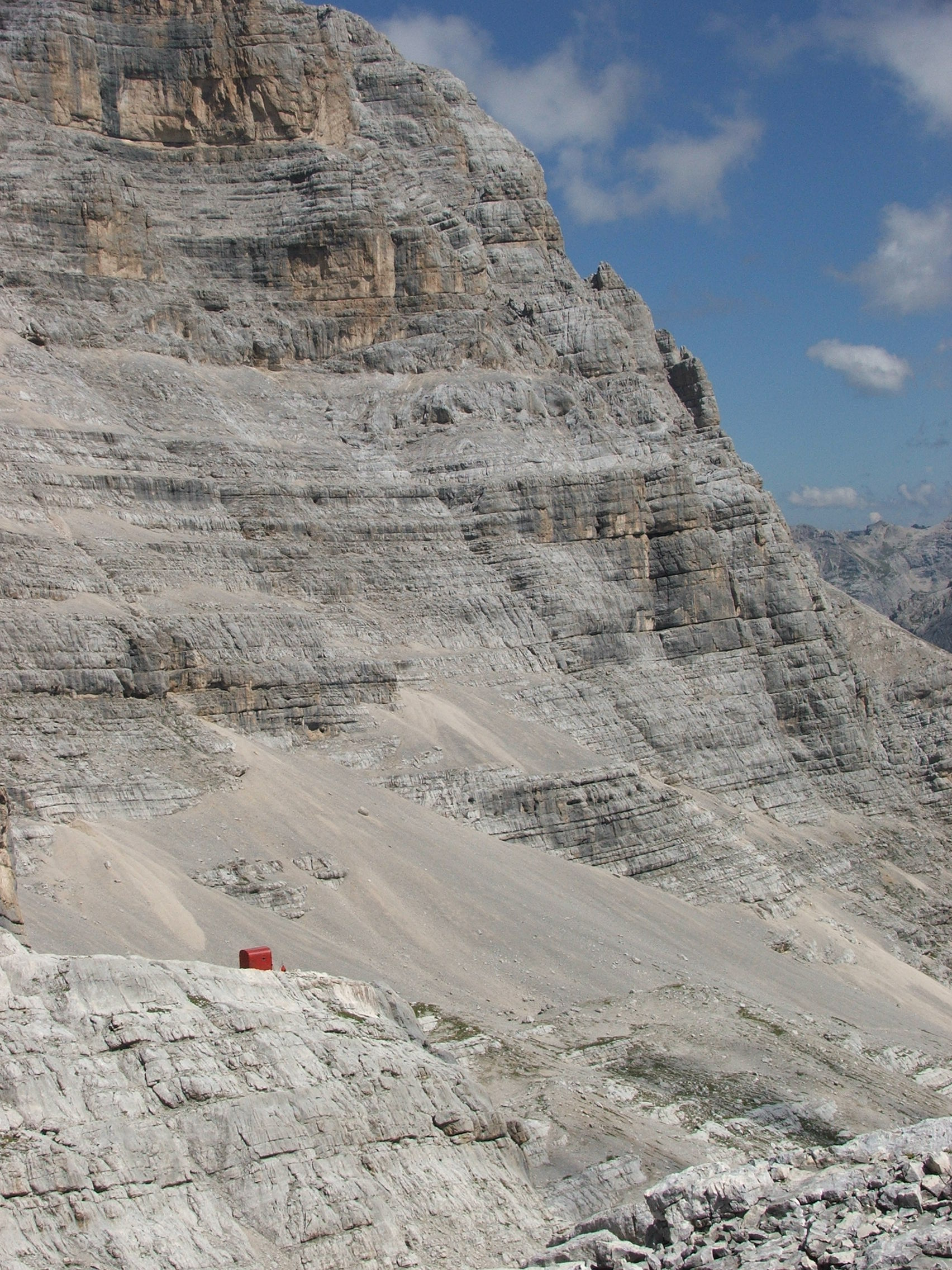
Das Slataper-Biwak
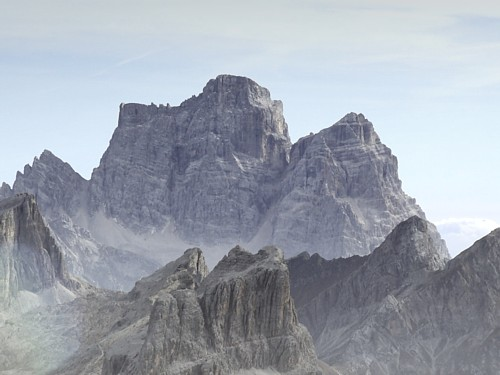
Monte Pelmo

## Karten
- Tabacco-Wanderkarten (1:25.000), Blatt 03, 031 und 025

Der Vollständigkeit halber sollen hier weitere Karten genannt werden, die jedoch ihres Maßstabs wegen nicht zu empfehlen sind: Der Weg ist nicht immer leicht zu finden und teils spärlich markiert, sodass der Wanderer auf die Orientierung anhand exakter Karten angewiesen ist.
- Kompass-Wanderkarten (1:50.000), Blätter 55, 57 und 77
- Freytag & Berndt -Wanderkarten (1:50.000), Blätter S10 und S15
- Carta d’Italia (1:50.000), Blätter “Dobbiaco”, “Cortina d’Ampezzo” und “Longarone”
- Tabacco-Wanderkarten (1:50.000), Blätter 1 und 4